# Liste des films photographiques

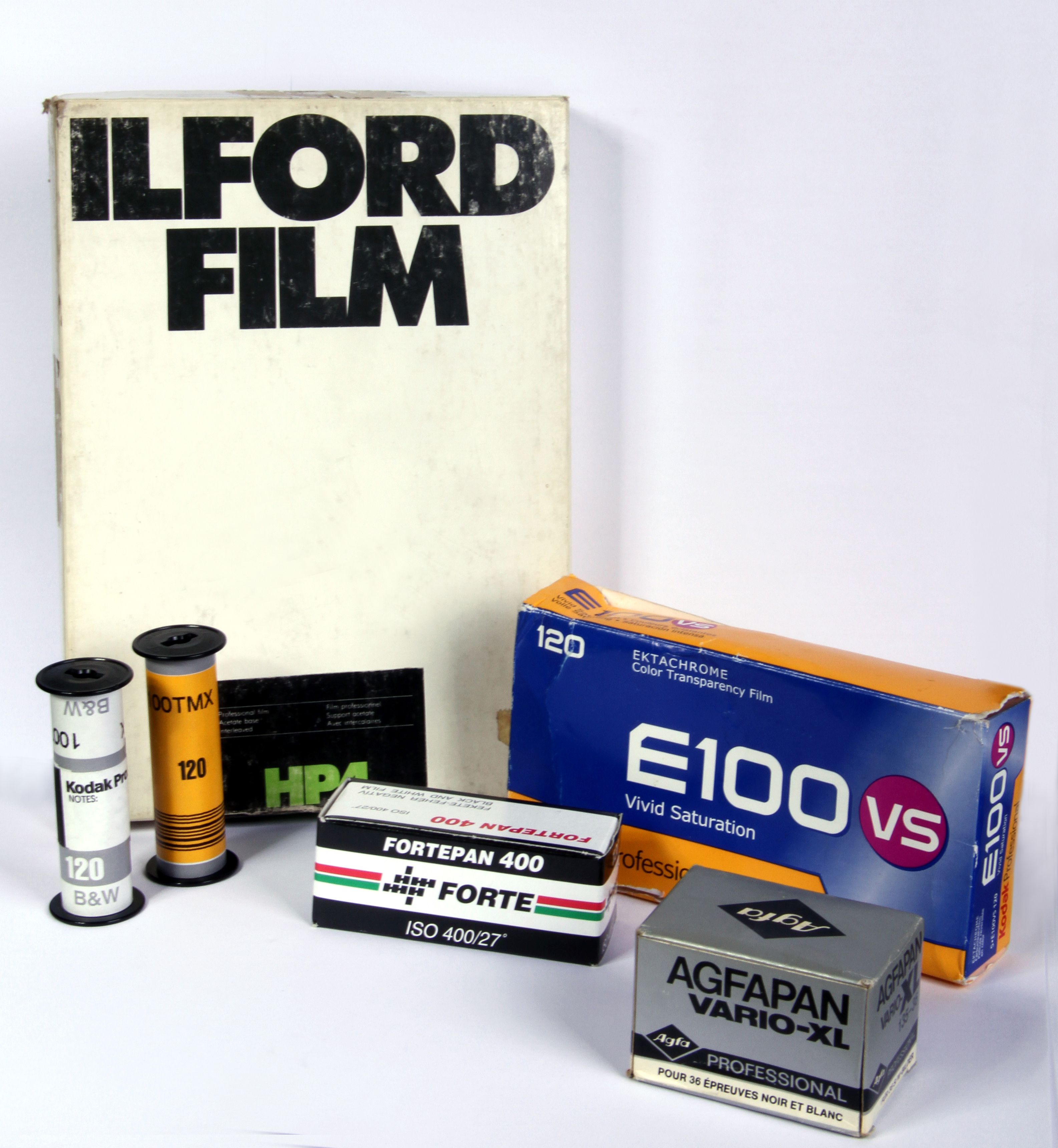
Films photographiques

Cette liste des films photographiques vise à classer les films disponibles actuellement sur le marché ainsi que d'autres ayant disparu et qui ont une importance historique.
Le classement se fait par constructeur (alphabétique), puis par type (négatif, inversible), puis par gamme (pro, amateur), puis par sensibilité.

## Films disponibles

### Bergger
Films négatifs panchromatiques à structure classique. Ont la réputation d'avoir une grande latitude d'exposition et de bien réagir à des révélateurs comme le PMK. En plan-film, Bergger se distingue en essayant de fournir un nombre important de formats.
Chaque émulsion existe en deux références, selon le format :
- BRF = Petit (135) et moyen (120) format
- BPF = Plans-films (grand format)

#### BRF/BPF 200
- Sensibilité : ISO 200/24°

#### BRF/BPF 400
- Sensibilité : ISO 400/27°
- Pouvoir résolvant : 75 l/mm (à 1000:1)

### Efke

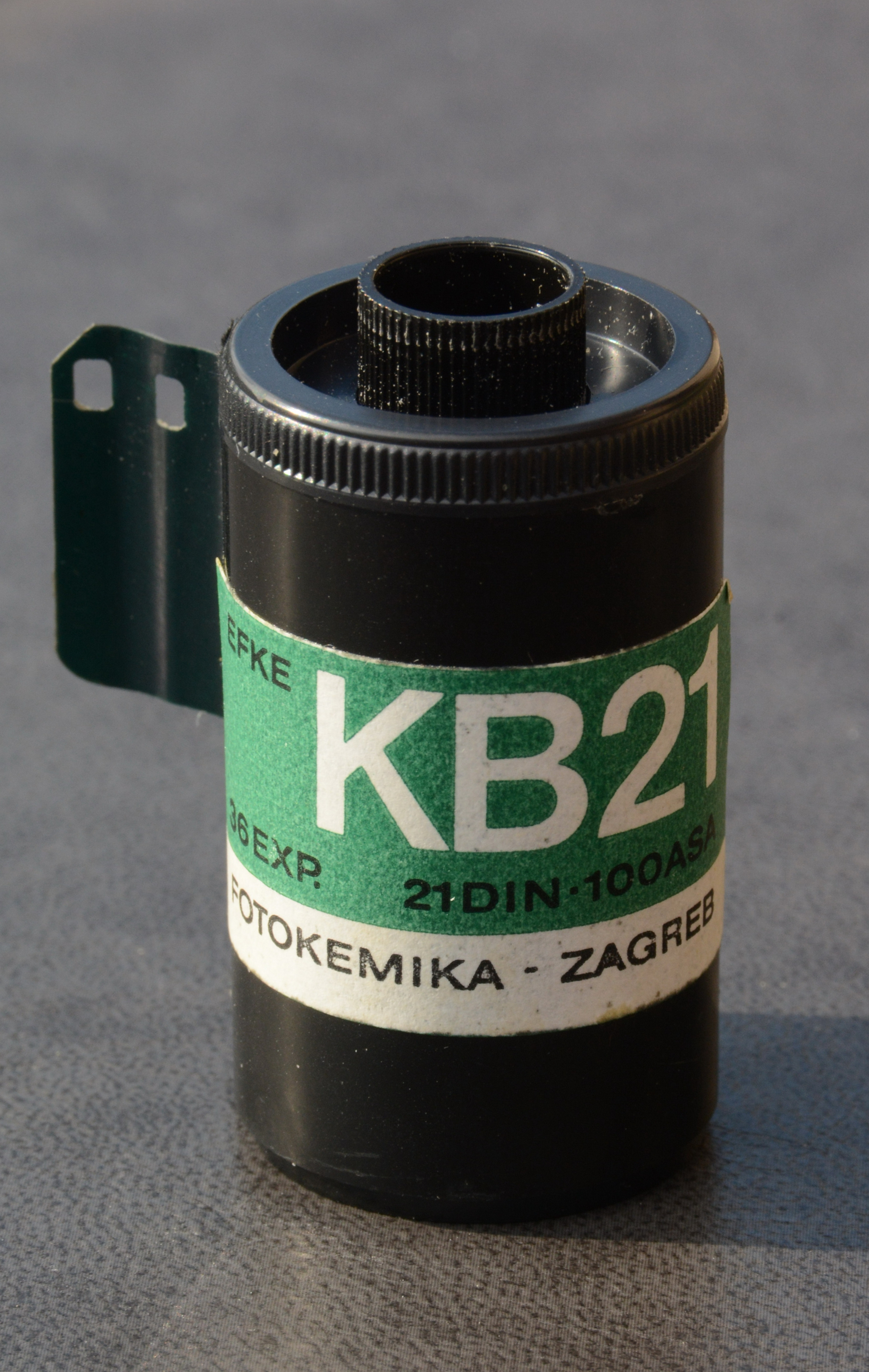
EFKE KB21.

Émulsions classiques produites en Croatie dans une ancienne usine Kodak, selon une « recette » ancienne (Adox) qui, si elle n'offre pas la définition des émulsions les plus récentes, offre un rendu différent, ainsi qu'une grande latitude de pose.
Chaque émulsion est disponible sous deux noms faisant référence au format de film :
- KB (pour « Kleinbild », « petit format » en allemand) pour le 35 mm
- R (pour « Rollfilm ») pour le format 120.

#### R-25/KB-25
Film orthopanchromatique : peu sensible au rouge (sans être pour autant totalement orthochromatique)
- Sensibilité : ISO 20/14°
- Pouvoir résolvant : 115 l/mm (à 1000:1)

#### R-50/KB-50
Film orthopanchromatique : peu sensible au rouge (sans être pour autant totalement orthochromatique)
- Sensibilité : ISO 40/17°
- Pouvoir résolvant : 105 l/mm (à 1000:1)

#### R-100/KB-100 & PL-100M
Film panchromatique classique. Disponible aussi en plan-film (référence PL-100M).
- Sensibilité : ISO 100/21°
- Pouvoir résolvant : 90 l/mm (à 1000:1)

### Film Washi
Basé à Saint-Nazaire, France. Lancé en 2013 avec la production d'un film artisanal couché sur papier Washi. Converti également des films couchés à l'origine par d'autres usines pour des usages techniques, industriels ou cinématographiques.

#### "W"
- 25 iso, noir & blanc (120, 4x5", 5x7", 8x10", 18x24 cm) → couché artisanalement sur papier japonais

#### "Z"
- 400 iso, noir & blanc (35mm) → sensible dans le proche infra-rouge, fabriqué à l'origine pour la photographie aérienne

#### "D"
- 500 iso, noir & blanc (35mm) → fabriqué à l'origine pour la photographie aérienne

#### "S"
- 50 iso, noir & blanc (35mm) → fabriqué à l'origine pour l'enregistrement des bandes sons

#### "A"
- 12 iso, noir & blanc (35mm) → fabriqué à l'origine comme bande d'amorce pour le cinéma

#### "X"
- 400 iso, négatif couleur sans masque → fabriqué à l'origine pour la surveillance routière

### Foma
La gamme couleur de Foma n'est pas exportée en Europe de l'Ouest. Ici ne sont décrits que les films noir et blanc, lesquels sont des émulsions panchromatiques classiques. La version 200 ISO est une émulsion moderne utilisant des grains « T » comme la T-Max de Kodak ou la Delta de Ilford.

#### Fomapan 100 Classic
- Sensibilité : ISO 100/21°

#### Fomapan 200 Creative
- Sensibilité : ISO 200/24°

#### Fomapan 400 Action
- Sensibilité : ISO 400/27 °C'est un film rapide, « à l'ancienne », avec un grain assez fin.

#### Fomapan R
Film inversible noir et blanc.
- Sensibilité : ISO 100/21°

### Forte
La gamme couleur de Forte n'est pas exportée en Europe de l'Ouest. Ici ne sont décrits que les films noir et blanc. Ceux-ci sont des émulsions panchromatiques classiques.

#### Fortepan 100
- Sensibilité : ISO 100/21°

#### Fortepan 200
- Sensibilité : ISO 200/24°

#### Fortepan 400
- Sensibilité : ISO 400/27°

### Fujifilm

#### Films noir et blanc (Neopan)

##### Neopan Acros 100
- Sensibilité : ISO 100/21°
- Format : 35 mm, 120
- Granularité (x 1000) : RMS 7
- Pouvoir résolvant : 200 l/mm (à 1000:1), 60 l/mm (à 1,6:1)

##### Neopan 400
- Sensibilité : ISO 400/27°

##### Neopan 400CN
Film chromogénique
- Sensibilité : ISO 400/27°

##### Neopan 1600
- Sensibilité : ISO 800/30°, mais prévu d'origine (codage DX) pour être poussé à IE 1600

#### Films inversibles couleur (Fujichrome)

##### Gamme professionnelle

###### Velvia 100
- Sensibilité : ISO 100/21°
- Formats : 35 mm, 120, 220, 4x5", 8x10"
- Granularité (x 1000) : RMS 8
- Saturation : Très élevée
- Pouvoir résolvant : (à 1000:1) 160 l/mm et (à 1.6:1) 80 l/mm

###### Velvia 100F
- Sensibilité : ISO 100/21°
- Formats : 35 mm, 120, 220, 4x5", 8x10", 9x12 cm, 13x18 cm
- Granularité (x 1000) : RMS 8
- Saturation : Très élevée
- Pouvoir résolvant : (à 1000:1) 160 l/mm et (à 1.6:1) 80 l/mm

###### Provia 100F
- Sensibilité : ISO 100/21°
- Formats : 35 mm, 120, 220, 4x5", 8x10", 9x12 cm, 13x18 cm
- Granularité (x 1000) : RMS 8
- Saturation : Très élevée
- Pouvoir résolvant : (à 1000:1) 160 l/mm et (à 1.6:1) 80 l/mm

###### Astia 100F
- Sensibilité : ISO 100/21°
- Formats : 35 mm, 120, 220, 4x5", 8x10"
- Granularité (x 1000) : RMS 7
- Saturation : Atténuée
- Pouvoir résolvant : (à 1000:1) 140 l/mm et (à 1.6:1) 60 l/mm

###### Provia 400F
- Sensibilité : ISO 400/27°
- Formats : 35 mm, 120
- Granularité (x 1000) : RMS 13
- Saturation : élevée
- Pouvoir résolvant : 135 l/mm (à 1000:1) et 55 l/mm (à 1.6:1)

###### Provia 400X
- Sensibilité : ISO 400/27°
- Formats : 35 mm, 120
- Granularité (x 1000) : RMS 11
- Saturation : élevée
- Pouvoir résolvant : 135 l/mm (à 1000:1) et 55 l/mm (à 1.6:1)

###### 64T type II
- Sensibilité : ISO 64/19°
- Formats : 35 mm, 120, 4x5", 8x10", 9x12 cm
- Granularité (x 1000) : RMS 10
- Saturation : normale
- Pouvoir résolvant : (à 1000:1) 135 l/mm et (à 1.6:1) 55 l/mm

##### Gamme amateur (Sensia)

###### Sensia 100
- Sensibilité : ISO 100/21°
- Formats : 35 mm
- Granularité (x 1000) : RMS 8
- Saturation : normale
- Pouvoir résolvant : (à 1000:1) 140 l/mm et (à 1.6:1) 60 l/mm

###### Sensia 200
- Sensibilité : ISO 200/24°
- Formats : 35 mm
- Granularité (x 1000) : RMS 13
- Latitude :
- Saturation : normale
- Pouvoir résolvant : (à 1000:1) 140 l/mm et (à 1.6:1) 60 l/mm

###### Sensia 400
- Sensibilité : ISO 400/27°
- Formats : 35 mm
- Granularité (x 1000) : RMS 13
- Latitude :
- Saturation : normale
- Pouvoir résolvant : (à 1000:1) 135 l/mm et (à 1.6:1) 55 l/mm

#### Films négatifs couleur (Fujicolor)

##### Gamme professionnelle

###### Pro 160S
- Sensibilité : ISO 160/23°
- Formats : 35 mm, 120, 220, 4x5", 8x10", 9x12 cm, 13x18 cm
- Granularité (x 1000) : RMS 3
- Saturation : normale
- Pouvoir résolvant : 125 l/mm (à 1000:1) et 63 l/mm (à 1.6:1)

###### Pro 160C
- Sensibilité : ISO 160/23°
- Formats : 35 mm, 120, 220, 4x5"
- Granularité (x 1000) : RMS 3
- Saturation : légèrement saturé
- Pouvoir résolvant : 125 l/mm (à 1000:1) et 63 l/mm (à 1.6:1)

###### Pro 800Z
- Sensibilité : ISO 800/30°
- Formats : 35 mm, 120, 220
- Granularité (x 1000) : RMS 5
- Saturation : normale
- Pouvoir résolvant : 115 l/mm (à 1000:1) et 50 l/mm (à 1.6:1)

###### Press 400
- Sensibilité : ISO 400/27°
- Formats : 35 mm
- Granularité (x 1000) : RMS 4
- Saturation : normale
- Pouvoir résolvant : 125 l/mm (à 1000:1) et 50 l/mm (à 1.6:1)

###### Press 800
- Sensibilité : ISO 800/30°
- Formats : 35 mm, 110
- Granularité (x 1000) : RMS 5
- Saturation : normale
- Pouvoir résolvant : 125 l/mm (à 1000:1) et 50 l/mm (à 1.6:1)

##### Gamme amateur (Superia)

###### Superia Reala 100
- Sensibilité : ISO 100/21°
- Formats : 35 mm, 120
- Granularité (x 1000) : RMS 4
- Saturation : normale
- Pouvoir résolvant : 125 l/mm (à 1000:1) et 63 l/mm (à 1.6:1)

###### Superia 100
- Sensibilité : ISO 100/21°
- Formats : 35 mm, 120
- Granularité (x 1000) : RMS 4
- Saturation : normale
- Pouvoir résolvant : 125 l/mm (à 1000:1) et 63 l/mm (à 1.6:1)

###### Superia 200
- Sensibilité : ISO 200/24°
- Formats : 35 mm, 110
- Granularité (x 1000) : RMS 4
- Saturation : normale
- Pouvoir résolvant : 125 l/mm (à 1000:1) et 50 l/mm (à 1.6:1)

###### Superia X-tra 400
- Sensibilité : ISO 400/27°
- Formats : 35 mm
- Granularité (x 1000) : RMS 4
- Saturation : normale
- Pouvoir résolvant : 125 l/mm (à 1000:1) et 50 l/mm (à 1.6:1)

###### Superia X-tra 800
- Sensibilité : ISO 800/30°
- Formats : 35 mm
- Granularité (x 1000) : RMS 5
- Saturation : normale
- Pouvoir résolvant : 125 l/mm (à 1000:1) et 50 l/mm (à 1.6:1)

###### Superia 1600
- Sensibilité : ISO 1600/33°
- Formats : 35 mm
- Granularité (x 1000) : RMS 7
- Saturation : normale
- Pouvoir résolvant : 125 l/mm (à 1000:1) et 50 l/mm (à 1.6:1)

### Gigabitfilm
Cette marque produit une série de films noir et blanc à très haut pouvoir résolvant portant uniquement son nom : la distinction entre chaque modèle se fait donc uniquement sur la sensibilité. Un flacon de chimie adaptée est livré avec chaque pellicule.

#### Gigabitfilm 135 ISO 40
- Sensibilité : ISO 40/17°
- Granularité : absente
- Pouvoir résolvant : 720 l/mm (1:1000) et 240 l/mm (1:1,6)

Existe aussi comme pellicule cinématographique 35 mm en portions jusqu'à 1000 pieds (304 m)

#### Gigabitfilm DIA 135
Prévu pour produire un inversible.
- Sensibilité : ISO 25/15°

#### Gigabitfilm Planfilm ISO 25/15
Uniquement disponible en plan-film 4x5"
- Sensibilité : ISO 25/15°
- Granularité : absente
- Pouvoir résolvant : 900 l/mm (1:1000)

### Ilford
Ilford ne produit aujourd'hui que des films négatifs noir et blanc.

#### Gamme Delta

##### Delta 100
- Sensibilité : ISO 100/21°
- Formats : 35 mm, 120, Sheet Film
- Granularité : Extrêmement fine

##### Delta 400
- Sensibilité : ISO 400/27°
- Formats : 35 mm, 120
- Granularité : Fine

##### Delta 3200
- Sensibilité : ISO 1000/31°, prévu d'origine (codage DX) pour être poussé à IE 3200.
- Formats : 35 mm, 120

#### Gamme Plus

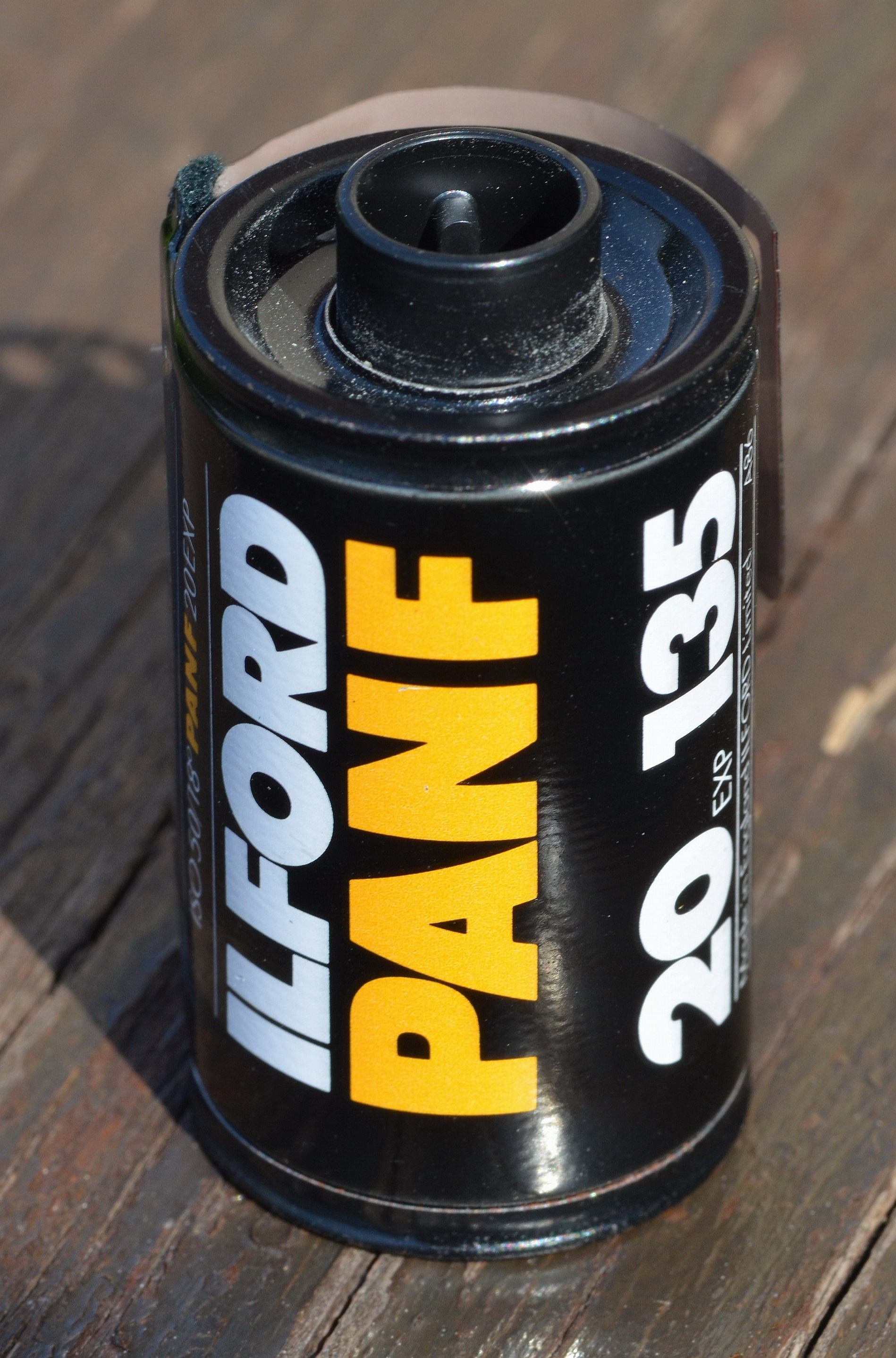
Ilford PAN F.

##### Pan F Plus
- Sensibilité : ISO 50/18°
- Formats : 35 mm, 120

##### FP4 Plus
- Sensibilité : ISO 125/22°
- Formats : 35 mm, 120, Sheet Film
- Granularité : Très fine

##### Ortho Plus
- Sensibilité : ISO 80/20° (40/17°)
- Formats : Sheet Film

##### HP5 Plus
- Sensibilité : ISO 400/27°
- Formats : 35 mm, 120, Sheet Film

#### Gamme Pan
Trouvable en Europe centrale ou dans des pays en voie de développement.

##### Pan 100
- Sensibilité : ISO 100/21°
- Formats : 35 mm, 120

##### Pan 400
- Sensibilité : ISO 400/27°
- Formats : 35 mm, 120

#### Autres

##### SFX 200

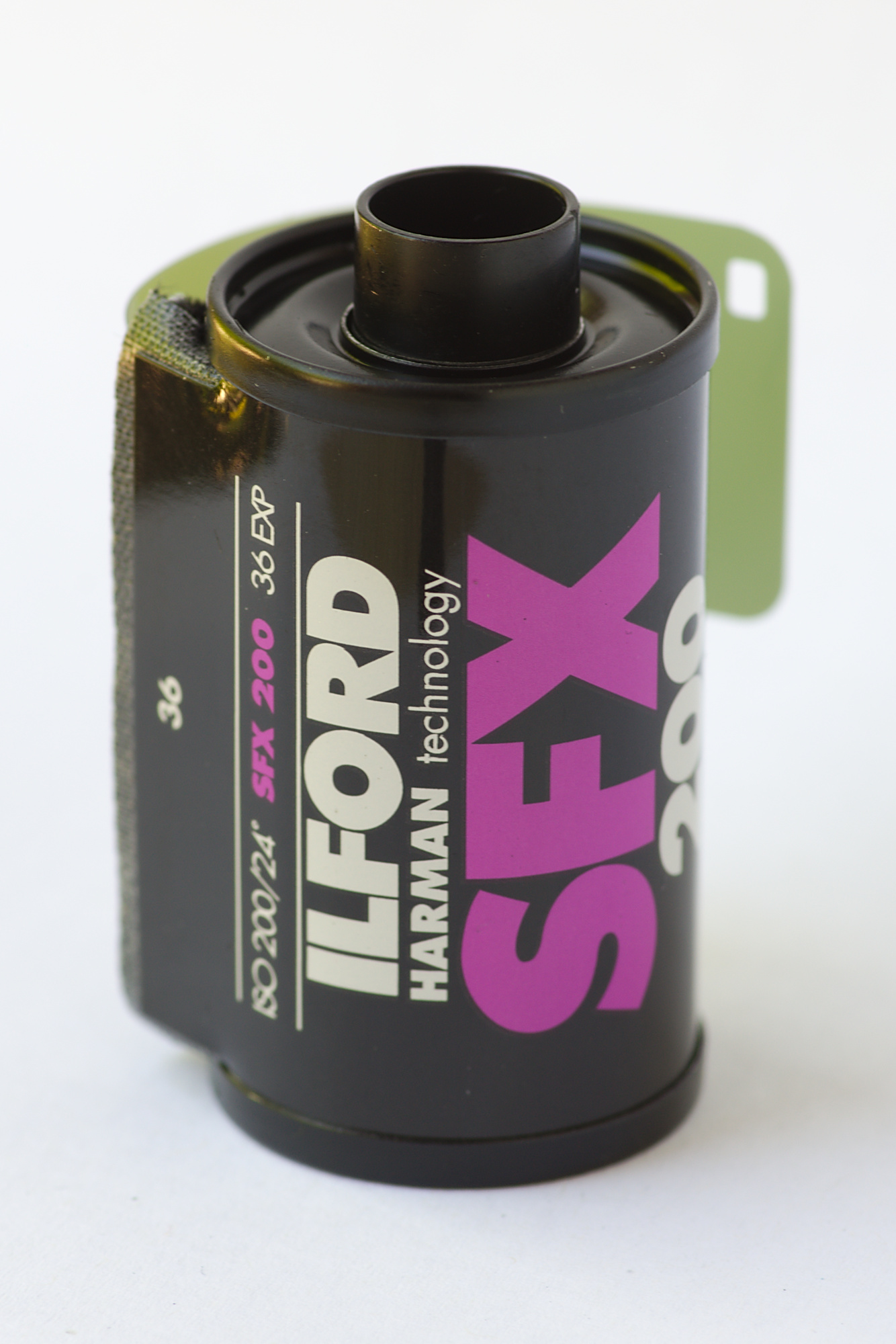
Ilford SFX.

Sensitivité étendue dans le rouge (jusqu'à 750 nm), mais pas un « vrai » infrarouge.
- Sensibilité : ISO 200/24°
- Formats : 35 mm, 120
- Granularité : Moyen-Apparent

##### XP2 Super
Chromogénique
- Sensibilité : ISO 400/27°
- Formats : 35 mm, 120

### Kodak

#### Films noir et blanc

##### Gamme T-Max

###### T-Max 100

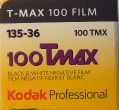
Kodak T-Max 100.

- Sensibilité : ISO 100/21°

###### T-Max 400
- Sensibilité : ISO 400/27°

###### T-Max P3200
- Sensibilité : ISO 1000/31°, mais prévu d'origine pour être poussé à IE 3200 (codage DX)

Kodak a annoncé l’arrêt de la production.

##### Gamme X

###### Tri-X 320
- Sensibilité : ISO 320/26°

###### Tri-X 400
- Sensibilité : ISO 400/27°

##### Autres

###### High Speed Infrared
Film infrarouge : très sensible jusqu'à 840 nm, moins sensible jusqu'à 900 nm.

###### BW400CN
Film chromogénique avec masque : prévu pour être agrandi avec une tireuse couleur, sur du papier couleur (mais utilisable avec un agrandisseur)
- Sensibilité : ISO 400/27°

#### Films négatifs couleur

##### Gamme professionnelle Portra

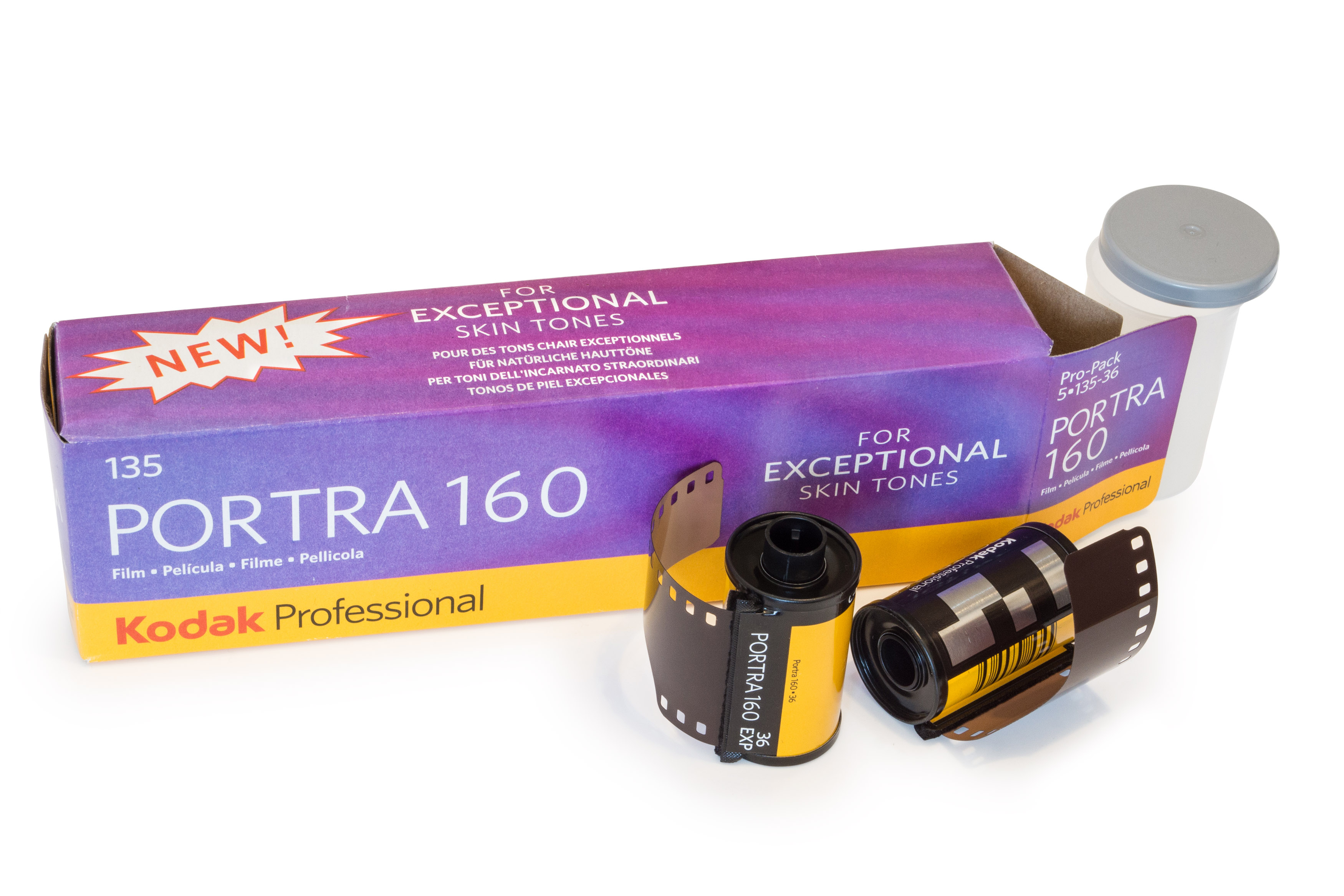
Kodak Portra 160.

###### Portra 100T
Équilibré pour un éclairage artificiel (tungstène)

###### Gold 200

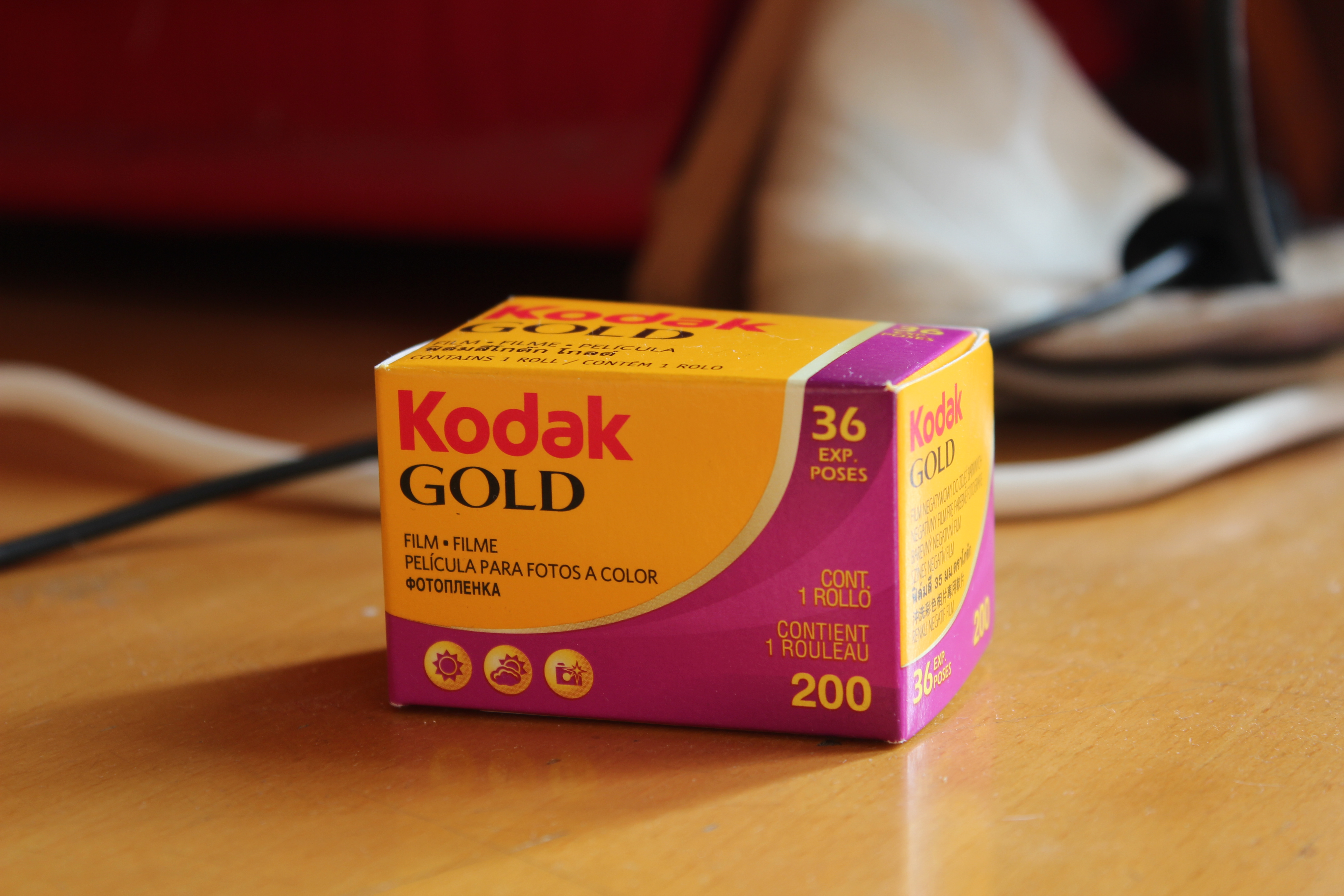
Kodak Gold 200.

### Maco

#### Gamme UP
Films panchromatiques à structure traditionnelle.

##### UP 25 Plus
- Sensibilité : ISO 25/15°
- Formats : 35 mm, 4"x5"

##### UP 100 Plus
- Sensibilité : ISO 100/21°
- Formats : 35 mm, 4"x5"

##### UP 400 Plus
- Sensibilité : ISO 400/27°
- Formats : 35 mm, 4"x5"

### Rollei
Rollei s'est mis récemment à vendre une gamme de films noir et blanc. Certains sont produits en partenariat avec Maco. D'autres ne sont que des films existants mais distribués sous une autre étiquette.

#### Rollei R3
Un nouveau film, inspiré du Maco Cube 400c.
- Sensibilité : ISO 400/27°
- Formats : 135, 120, plan-film

#### Rollei Ortho 25
Film orthochomatique à haut pouvoir résolvant.
- Sensibilité : ISO 25/15°

#### Rollei Pan 25
Ce film utilise la formule de l'Agfa Pan 25 et est produit en Allemagne par MACO sous licence Rollei.

#### Rollei Infrared
Film infrarouge, jusqu'à 820 nm. Est-ce un clone du Maco IR 820c ?
- Sensibilité : ISO 400/27°

#### Rollei Retro 100 et 400
Ce ne sont que des Agfa APX 100 et 400 revendus sous l'étiquette Rollei (et à bas prix).

## Films n'étant plus sur le marché

### Agfa
AgfaPhoto n'existe plus depuis le début de l'année 2006. Cependant de nombreux produits sont encore disponibles soit directement en magasins, soit en achat d'occasion. De plus, des films comme la série des APX ont marqué l'histoire des films noir et blanc.

#### Films noir et blanc
Dénomination pour les négatifs (APX) : Agfapan

##### APX 25
N'existe plus depuis 2001.
- Sensibilité : ISO 25/15°
- Formats : 35 mm, 120

##### APX 100
- Sensibilité : ISO 100/21°
- Formats : 35 mm, 120, plan-film (9x12, 10.2x12.7, 13x18 cm)
- Granularité (x 1000) : RMS 9.0
- Pouvoir résolvant : 150 l/mm (à 1000:1)

##### APX 400
- Sensibilité : ISO 400/27°
- Formats : 35 mm, 120
- Granularité (x 1000) : RMS 14.0
- Pouvoir résolvant : 110 l/mm (à 1000:1)

##### Scala 200x
Inversible noir et blanc
- Sensibilité : ISO 200/24°
- Formats : 35 mm, 120
- Granularité (x 1000) : RMS 11.0
- Pouvoir résolvant : 120 l/mm (à 1000:1) et 50 l/mm (1,6:1)

#### Films négatifs couleur (Agfacolor)

##### Ultra 100
- Sensibilité : ISO 100/21°
- Formats : 35 mm, 120
- Granularité (x 1000) : RMS 3.8
- Pouvoir résolvant : 140 l/mm (à 1000:1) et 60 l/mm (à 1.6:1)

##### Optima 100
- Sensibilité : ISO 100/21°
- Formats : 35 mm, 120
- Granularité (x 1000) : RMS 4.0
- Pouvoir résolvant : 140 l/mm (à 1000:1) et 50 l/mm (à 1.6:1)

##### Optima 200
- Sensibilité : ISO 200/24°
- Formats : 35 mm, 120
- Granularité (x 1000) : RMS 4.3
- Pouvoir résolvant : 130 l/mm (à 1000:1) et 50 l/mm (à 1.6:1)

##### Optima 400
- Sensibilité : ISO 400/27°
- Formats : 35 mm, 120, 220
- Granularité (x 1000) : RMS 4.5
- Pouvoir résolvant : 130 l/mm (à 1000:1) et 50 l/mm (à 1.6:1)

##### Portrait 160
- Sensibilité : ISO 160/23°
- Formats : 35 mm, 120, 220
- Granularité (x 1000) : RMS 3.5
- Pouvoir résolvant : 150 l/mm (à 1000:1) et 60 l/mm (à 1.6:1)

#### Films inversibles couleur (Agfachrome)

##### RSX II 50
- Sensibilité : ISO 50/18°
- Formats : 35 mm, 120
- Granularité (x 1000) : RMS 10.0
- Pouvoir résolvant : 135 l/mm (à 1000:1) et 55 l/mm (à 1.6:1)

##### RSX II 100
- Sensibilité : ISO 100/21°
- Formats : 35 mm, 120
- Granularité (x 1000) : RMS 10.0
- Pouvoir résolvant : 130 l/mm (à 1000:1) et 50 l/mm (à 1.6:1)

##### RSX II 200
- Sensibilité : ISO 200/24°
- Formats : 35 mm, 120
- Granularité (x 1000) : RMS 12.0
- Pouvoir résolvant : 120 l/mm (à 1000:1) et 50 l/mm (à 1.6:1)

##### RS 1000
- Sensibilité : ISO 1000/32°
- Formats : 35 mm, 120

### Fujifilm

#### RMS 100/1000
Film poussable
- Sensibilité : ISO 100/21°
- Formats : 35 mm, 120, 220

#### Velvia 50
Remplacée par la Velvia 100 et la Velvia 100F
- Sensibilité : ISO 50/18°
- Formats : 35 mm, 120, 220, 4x5", 8x10", 13x18 cm
- Granularité (x 1000) : RMS 9
- Saturation : Très élevée
- Pouvoir résolvant : 160 l/mm (à 1000:1) et 80 l/mm (à 1.6:1)

### Ilford

#### Ortho Plus
Film orthochromatique pour la copie de documents.
- Sensibilité : ISO 80/20° à la lumière du jour, ISO 40/17° en éclairage tungstène
- Formats : 35 mm, 120, plan-films

### Kodak

#### Films inversibles

##### Gamme professionnelle (Ektachrome)

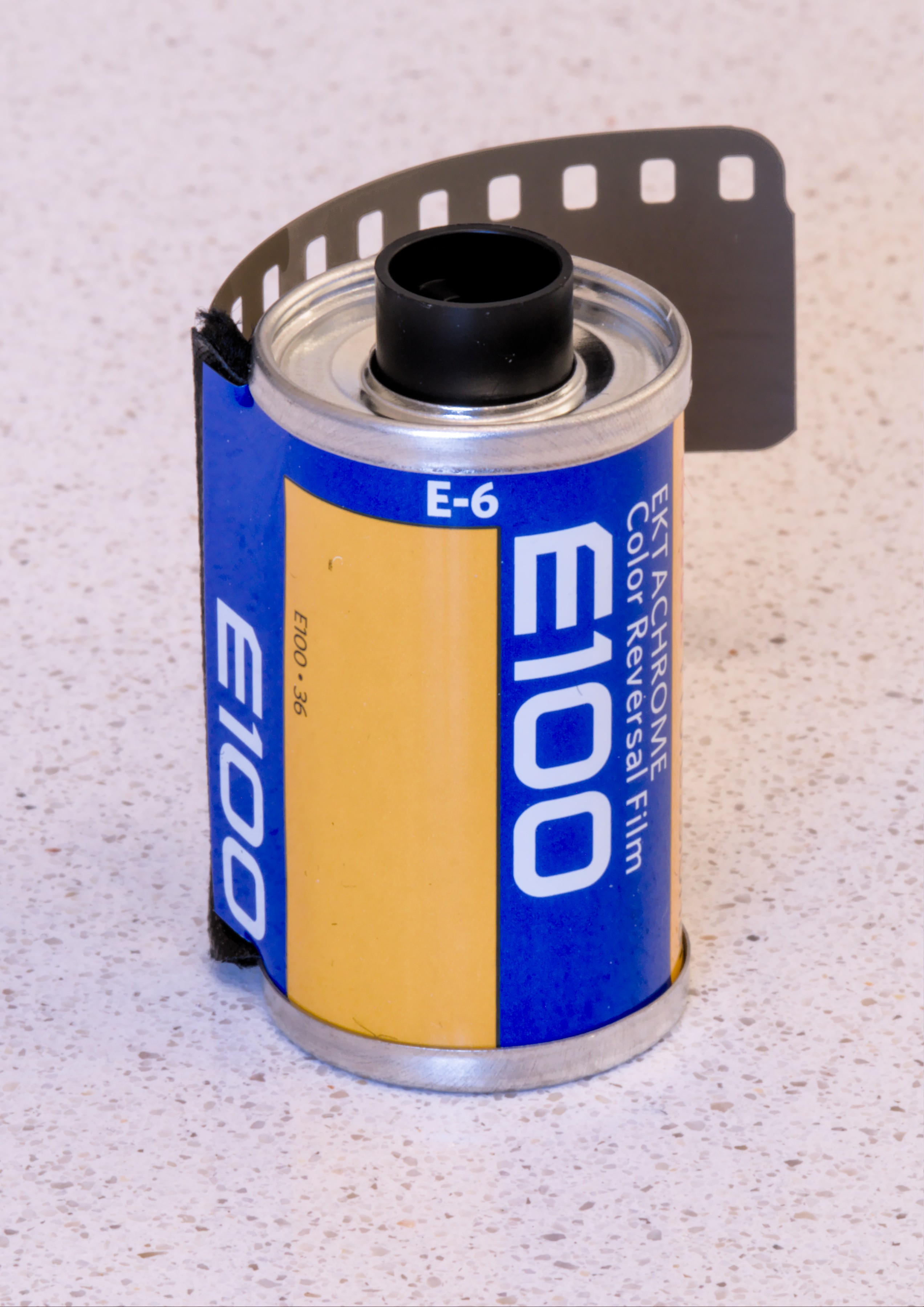
Kodak Ektachrome E100.

• E100D
• E100G
• E100GX
• E100VS
• E200

##### Gamme amateur (Elite Chrome)

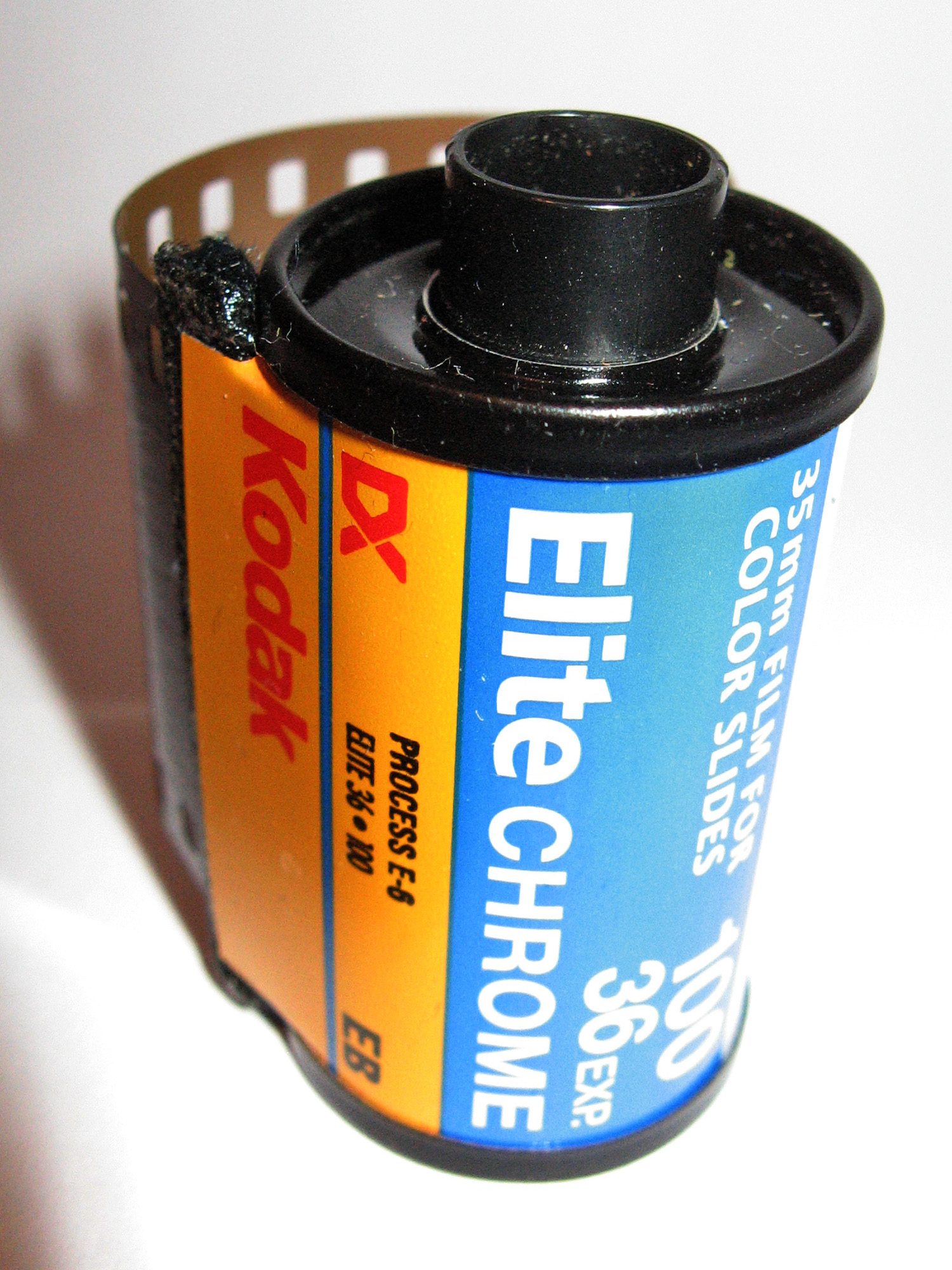
Kodak Elite Chrome 100.

• Elite Chrome 100
• Elite Chrome Extra Color 100
• Elite Chrome 200
• Elite Chrome 400

##### Kodachrome
• Kodachrome 25
• Kodachrome 64
• Kodachrome 200

#### Noir et blanc

##### Panatomic-X
- Sensibilité : ISO 32 (1933-1987)

###### Plus-X 125
- Sensibilité : ISO 125/22° (1954-mars 2011)

##### Verichrome Pan

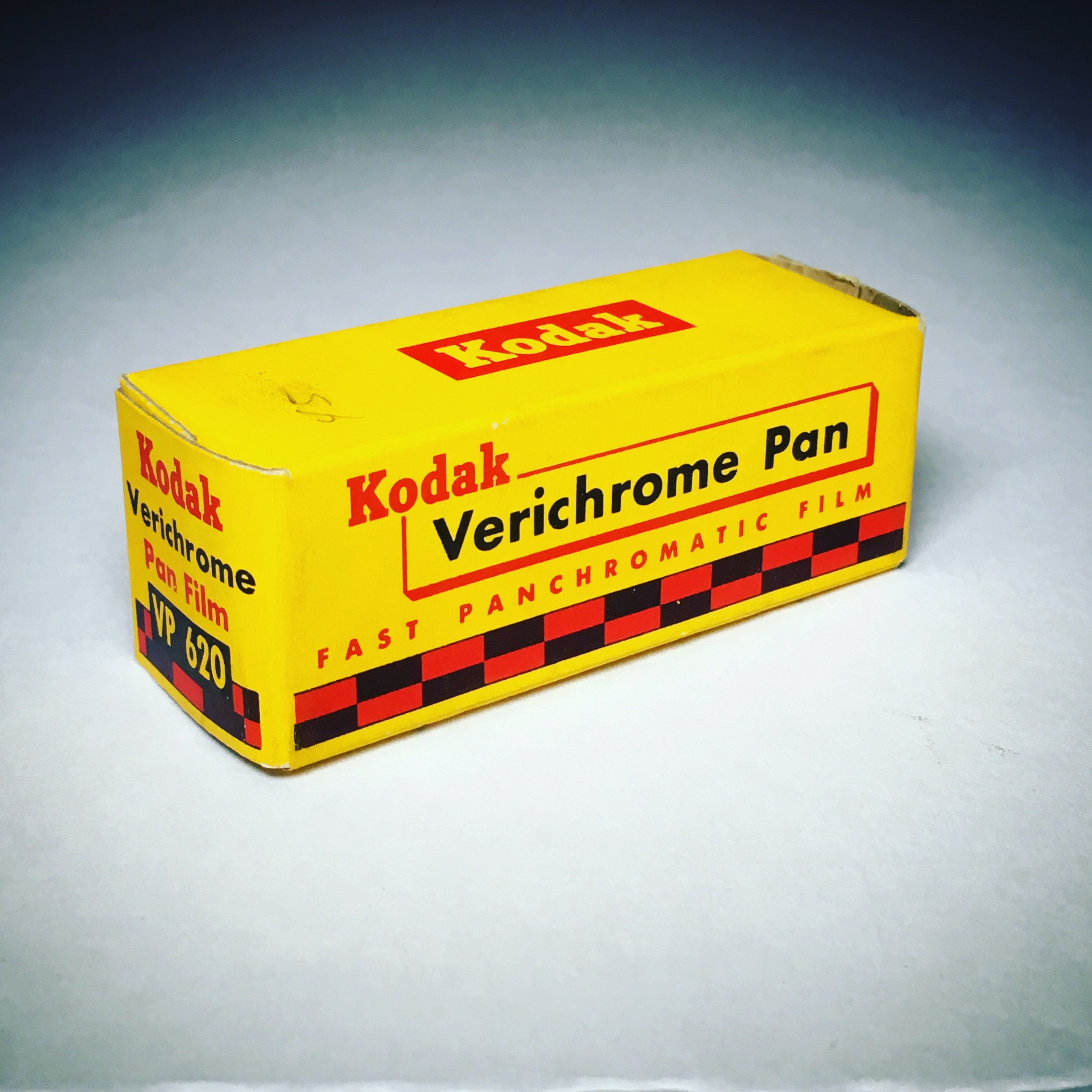
Kodak Verichrome Pan (1957).

- Sensibilité : ISO 125/22°

##### Technical Pan
- Sensibilité : ISO 25/15° en utilisation courante (contraste normal) ou ISO 200/24° en utilisation industrielle (haut contraste)

##### Ektapan
- Sensibilité : ISO 100/21°

##### T400CN
Film chromogénique. Le BW400CN lui a succédé.
- Sensibilité : ISO 400/27°

## Source
- (en) Cet article est partiellement ou en totalité issu de l’article de Wikipédia en anglais intitulé « List of photographic films » (voir la liste des auteurs).